# Castillo de Petrel
El castillo de Petrel es una fortaleza que se encuentra en lo alto de una elevación montañosa de aproximadamente 500 m s.n.m. ubicada en la zona norte del casco urbano de la ciudad de Petrel (provincia de Alicante, España) desde donde se divisa todo el valle del Vinalopó.
Es  Bien de Interés Cultural con categoría de  Monumento.

## Características
Originario de finales del siglo XII o principios del XIII, es un castillo musulmán, probablemente construido sobre una atalaya anterior. Es de forma poligonal, y su fábrica es de mazonería con sillería en las aristas de sus lados. Está almenado y su interior está recorrido por un terraplén.
La muralla exterior está formada por dos lienzos de tapial separados por un torreón central y cubos en los extremos. Su elemento más destacado es su gran torre cuadrada, con dos pisos y un sótano que era un aljibe en la época islámica. Posteriormente sería utilizada como prisión. También posee una gran sala avoltada, escenario de las fiestas del señor feudal, que en la actualidad se dedica a conciertos de cámara celebrados con motivo de la Semana de la Guitarra y a la celebración de bodas civiles.
Su función era eminentemente estratégica y de dominio del territorio, al controlar el paso entre la meseta castellana y el litoral mediterráneo. Fue tomado por los moriscos durante las revueltas de 1265; para recuperarlo, el rey Alfonso X de Castilla recurrió a la ayuda de Jaime I de Aragón, quien pronto lo reconquistó.
Las obras de reconstrucción finalizaron en el año 1982, además de acometerse en él nuevas obras durante 2010, presentando actualmente un impecable aspecto.
En su torre del homenaje se realizan exposiciones y es monumento histórico-artístico de carácter nacional desde 1983.